# Melanagromyza multiformis
Melanagromyza multiformis este o specie de muște din genul Melanagromyza, familia Agromyzidae, descrisă de Spencer în anul 1977. Conform Catalogue of Life specia Melanagromyza multiformis nu are subspecii cunoscute.